# Schildia ocellata
Schildia ocellata är en tvåvingeart som beskrevs av Martin 1975. Schildia ocellata ingår i släktet Schildia och familjen rovflugor. Inga underarter finns listade i Catalogue of Life.